# نهر تارواكا
نهر تارواكا (بالبرتغالية: Rio Tarauacá‏) هو نهر رابط لولاية الأمازون وولاية أكري غرب البرازيل. يعد نهر تارواكا أحد روافد نهر جوروا، والذي يتدفق هو نفسه إلى نهر الأمازون .

## الدورة
تقع منابع نهر تارواكا بالقرب من الحدود البرازيلية مع بيرو. وهي الروافد العليا تتدفق من الجنوب إلى الشمال عبر محمية ألتو تارواكا الاستخراجية، التي أنشئت في عام 2000. تقع مدينة تارائوسا البرازيلية على طول ضفاف تارواكا شمالًا.